# Świętajno (gmina, Olecko)
Pour les articles homonymes, voir Świętajno.
Świętajno est une gmina rurale du powiat de Olecko, Varmie-Mazurie, dans le nord de la Pologne. Son siège est le village de Świętajno, qui se situe environ 13 km à l'ouest d'Olecko et 122 km à l'est de la capitale régionale Olsztyn.
La gmina couvre une superficie de 214,91 km2 pour une population de 4 011 habitants.

## Géographie
La gmina inclut les villages de Barany, Borki, Chełchy, Cichy, Dudki, Dworackie, Dybowo, Gryzy, Jelonek, Jurki, Jurkowo, Kije, Krzywe, Kukówko, Leśniki, Mazury, Niemsty, Orzechówko, Pietrasze, Połom, Rogojny, Rogowszczyzna, Smolnik, Sulejki, Świdrówko, Świętajno, Wronki et Zalesie.
La gmina borde les gminy de Ełk, Kowale Oleckie, Kruklanki, Olecko, Stare Juchy et Wydminy.